# Franc Toplak (zdravnik)
Franc Toplak (tudi Franz Toplak), slovenski zdravnik ginekolog, * 24. marec 1885, Brengova, † 5. december 1971, Maribor.

## Življenje in delo
Toplak je medicino študiral na medicinski fakulteti v  Pragi in bil 1911 tu kot prvi Slovenec promoviran v doktorja medicinskih znanosti. Po koncu  1. svetovne vojne se je pridružil generalu Maistru v bojih za Koroško. Leta 1920/1921 se je v Pragi specializiral iz porodništva in ginekologije. Po končani specializaciji je deloval v Mariboru vse do upokojitve 1965, razen za čas okupacije, ko je bil 1941 pregnan na Württemberško.
Toplak je napisal nekaj strokovnih člankov in bil med prvimi slovenskimi poklicnimi porodničarji, ki so delovali v severozahodnem delu Slovenije.